# Å (letra)
Å o å (aa/å), (nombre: a con anillo [encima]; inglés: a with ring above) es una letra que representa una vocal en los alfabetos danés, finés, noruego, sueco, istrorrumano, valón y chamorro.
En los idiomas escandinavos y en algunos dialectos teutones la palabra aa, ae o simplemente å (pronunciada entre los escandinavos frecuentemente como una mezcla de [a] y [o]; como una [o] en sueco) está relacionada con el agua (como en Åland) o un pequeño curso de agua (arroyo o río pequeño en sueco). En danés y noruego además de significar arroyo tiene el valor de la interjección española "¡oh!".
En las computadoras, usando los estándares ISO 8859-1 y Unicode, los caracteres "Å" y "å" tienen los códigos 0197 y 0229, respectivamente, o C5 y E5, en hexadecimal.

## Lenguas escandinavas
La letra Å representa en los alfabetos nórdicos el sonido que en español se denominaría o cerrada. Sin embargo, la letra puede corresponder a una vocal larga (en general) o corta (si le siguen dos consonantes).

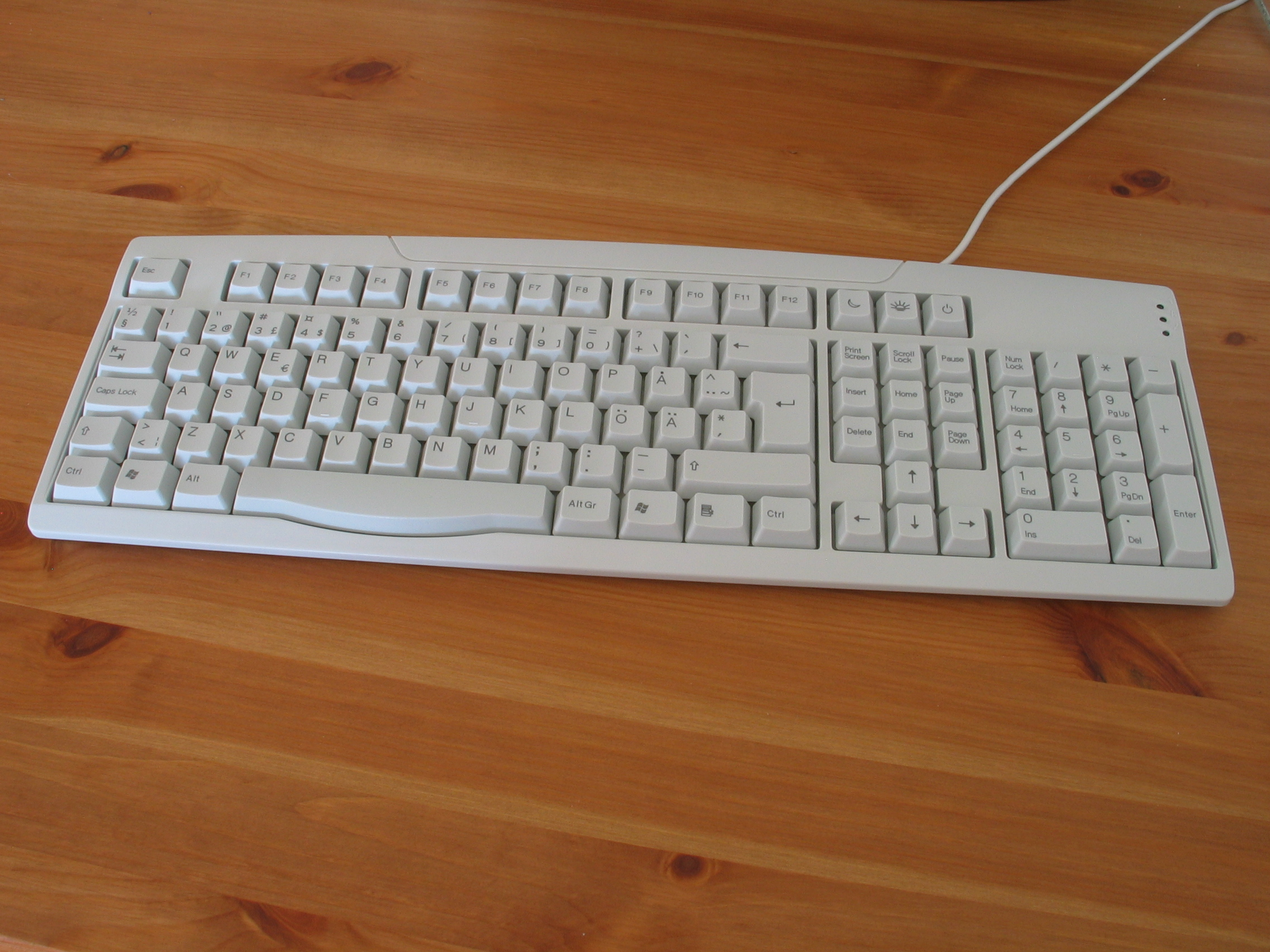
Teclado sueco-finlandés que muestra las letras Å, Ä y Ö

La letra ha sido empleada en las lenguas escandinavas desde la adopción del alfabeto latino a la Edad Media, en perjuicio de las runas. A pesar de haber sido abandonada por el danés y el noruego por influencia del alemán y el neerlandés (donde a menudo las palabras con "aa" corresponden a escandinavas con "å", como, por ejemplo: haar en neerlandés, es hår en noruego -“cabello” en español-) fue mantenida por el sueco. La letra fue reintroducida en el noruego en 1917 y en el danés en 1948.
En danés y en noruego, "Aa" es considerado equivalente a "Å" (para mayúsculas; "aa" equivalente para minúsculas de "å"), sobre todo si se escribe en un teclado dónde Å/å no estén disponibles. Es además una forma muy común en nombres antiguos, sean geográficos o de personas. En general, los primeros han sido re-adaptados, pero los segundos no (véase por ejemplo, el caso de Ivar Aasen, padre del nynorsk).
En las tres lenguas, la letra se coloca al final del alfabeto latino habitual, si bien en el caso del sueco aparece tras la "Z" (precediendo "Ä" y "Ö") mientras que en noruego y danés "Æ" y "Ø" la preceden, siendo la última letra del alfabeto, que se acaba con "...Z, Æ, Ø, Å".
En las tres lenguas escandinavas, å tiene significado por sí mismo, queriendo decir "riachuelo". 
En noruego, es además una marca de infinitivo: å synge (cantar), å sove (dormir). Comparado con el inglés, es equivalente a la partícula "to", to talk (hablar); en danés a "at", at tale (hablar) y en sueco a "att", att tala (hablar). El mismo símbolo å se utiliza para representar la pronunciación dialectal de la marca de infinitivo att en sueco: att sova, pronunciado å sova (dormir).

## En checo
El «anillo» se utiliza también sobre la vocal u en checo (ů) para denotar una u larga [uː], como en stůl [stuːl] («mesa»). No se encuentra al inicio de las palabras, donde se prefiere usar el acento agudo, que es la forma genérica del checo para representar las vocales largas ú [uː].
Este diacrítico, llamado kroužek, se agregó durante el siglo XVI a los signos ideados por Jan Hus, como el háček y el acento agudo. En su origen fue la abreviatura del diptongo [uo] que terminó evolucionando en [uː] y llegó a confundirse con las otras u largas, escritas ú. La ortografía ha sido en este punto conservadora.